# العلاقات الأرمينية الناميبية
العلاقات الأرمينية الناميبية هي العلاقات الثنائية التي تجمع بين أرمينيا وناميبيا.

## مقارنة بين البلدين
هذه مقارنة عامة ومرجعية للدولتين:
| وجه المقارنة                                              | أرمينيا                    | ناميبيا      |
| --------------------------------------------------------- | -------------------------- | ------------ |
| المساحة (كم2)                                             | 29.74 ألف                  | 825.62 ألف   |
| عدد السكان (نسمة)                                         | 2.93 مليون                 | 2.53 مليون   |
| الكثافة السكانية (ن./كم²)                                 | 98.52                      | 3.06         |
| العاصمة                                                   | يريفان                     | ويندهوك      |
| اللغة الرسمية                                             | لغة أرمنية                 | لغة إنجليزية |
| العملة                                                    | درام أرميني                | دولار ناميبي |
| الناتج المحلي الإجمالي (بليون دولار)                      | 11.54 مليار                | 13.24 مليار  |
| الناتج المحلي الإجمالي (تعادل القوة الشرائية) بليون دولار | 25.41 مليار                | 25.60 مليار  |
| الناتج المحلي الإجمالي الاسمي للفرد دولار أمريكي          | 3.49 ألف                   | 4.67 ألف     |
| الناتج المحلي الإجمالي للفرد دولار أمريكي                 | 8.07 ألف                   | 9.96 ألف     |
| مؤشر التنمية البشرية                                      | 0.743                      | 0.628        |
| رمز المكالمات الدولي                                      | +374                       | +264         |
| رمز الإنترنت                                              | .am، .հայ ‏                 | .na          |
| المنطقة الزمنية                                           | ت ع م+04:00، توقيت أرمينيا | ت ع م+02:00  |

## منظمات دولية مشتركة
يشترك البلدان في عضوية مجموعة من المنظمات الدولية، منها:
| علم المنظمة | اسم المنظمة                        | تاريخ انضمام أرمينيا | تاريخ انضمام ناميبيا |
| ----------- | ---------------------------------- | -------------------- | -------------------- |
|             | يونسكو                             | 9 يونيو 1992         | 2 نوفمبر 1978        |
|             | وكالة ضمان الاستثمار متعدد الأطراف | 5 ديسمبر 1995        | 25 سبتمبر 1990       |
|             | الأمم المتحدة                      | 2 مارس 1992          | 23 أبريل 1990        |
|             | الاتحاد البريدي العالمي            | ?                    | ?                    |
|             | البنك الدولي للإنشاء والتعمير      | 16 سبتمبر 1992       | 25 سبتمبر 1990       |
|             | الاتحاد الدولي للاتصالات           | 30 يونيو 1992        | 25 يناير 1984        |
|             | منظمة حظر الأسلحة الكيميائية       | ?                    | ?                    |
|             | مؤسسة التمويل الدولية              | 18 أبريل 1995        | 25 سبتمبر 1990       |
|             | منظمة التجارة العالمية             | 5 فبراير 2003        | ?                    |
|             | منظمة الشرطة الجنائية الدولية      | ?                    | ?                    |

## وصلات خارجية
- موقع وزارة الخارجية الأرمينية